# Delage Type DO
La Type DO era un'autovettura di fascia alta prodotta nel 1920 dalla Casa automobilistica francese Delage.

## Profilo
La Type DO fu lanciata nel 1920 e prodotta unicamente durante quell'anno. Nasceva sul telaio della Type CO a passo corto e riprendeva l'eredità della Type BK, non più in listino dal 1918. Rispetto a quest'ultima, la Type DO proponeva una meccanica tutta nuova: si passò infatti da un motore da 2.7 ad un motore da 3 litri. Era infatti equipaggiata da un 4 cilindri (non più un 6 cilindri in linea, quindi) da 3016 cm³ di cilindrata, in grado di erogare una potenza massima di 43 CV a 2250 giri/min. La trazione era sulle ruote posteriori e la trasmissione era affidata ad un cambio manuale a 4 marce. La velocità massima sfiorava i 100 km/h.